# Доходный дом Г. А. Шульца
Дохо́дный дом Г. А. Шу́льца — историческое здание в Санкт-Петербурге по адресу ул. Куйбышева, д. 22. Было построено для купца Георгия Андреевича Шульца (Георга Шульце) по проекту архитектора Карла Шмидта в 1901—1902 годах. Яркий образец «кирпичного стиля» в раннем модерне, объект культурного наследия России.

## История

### Сведения об участке и первых владельцах
Сведения об участке под современным домом Шульце прослеживаются до 1798 года. Согласно градостроительным планам, тогда его занимала деревянная усадьба с двумя флигелями и садом. На начало XIX века владельцем числился мещанин Михаил Яковлев, в 1822 году — действительный статский советник Иван Григорьевич Лагода. К середине столетия владение перешло к архитектору Христофору Готлибовичу Спиндлеру, в начале 1860-х годов — к купцу Н. Г. Турнову, а затем его вдове. В этот период усадьбу перестроили, бывший деревянный главный дом перестроили в камне, расширили, надстроили мезонином, изменили флигели и службы. Тогда же на участке появились зимний сад, различные службы и «мавританская» беседка с двухъярусной башенкой. С 1856 по 1890 год владельцем участка был архитектор Е. Е. Аникин, после него — статский советник Л. Е. Кенинг.

### Строительство
В 1900 году участок выкупил Георгий Андреевич Шульц, по его приглашению архитектор Карл Шмидт создал проект пятиэтажного доходного дома с тремя дворовыми корпусами, ограничивающими двор-колодец. 29 мая 1901 года проект был подписан и началось строительство, однако уже в 1902 году в него были внесены некоторое изменения — со стороны двора на главный корпус добавили мансарду. Вторая доработка состоялась в 1909 году: по проекту инженера Герасимова два дворовых флигеля были надстроены на один этаж.

### Описание
Здание построено на участке в форме трапеции и в плане представляет собой каре. По красной линии улицы визуально фасад делится на части тремя эркерами, через две проездные арки в левой и правой частях экипажи жильцов проезжали во внутренний двор. В обработке фасада архитектор использовал приём «кирпичного стиля» — стены были сложены из жёлтого и красного кирпича, который не закрывали гладкой штукатуркой, простенки и цоколь подчеркнули гранитом. Одним из главных художественных средств стал металлодекор: фасадные решётки окон, козырьки над подъездами, флагодержатели и прочие детали в характерной стилистике модерна придали дому выразительность. Этот же приём использован при отделке интерьеров — например, перила и обрамления парадных лестниц.

### Известные жильцы
До 1917 года одну из квартир снимал управляющий магазина Фаберже М. А. Гурье. С 1904 по 1935 гг. в здании жил академик А. Ф. Васютинский, ведущий медальер Монетного двора и один из авторов ордена Ленина. Также в доме Шульце проживали доктор медицины С. А. Новотельнов, статский советник Н. М. Соколов, а в 1905—1913 годы — архитекторы А. Р. Гавеман и Ф. Ф. Миритц. В советские годы, с 1960-х по 1970-е гг. в доме жили актёры О. Я. Лебзак и её супруг К. И. Адашевский.

## Современность
В 2013 году квартиру № 1 на первом этаже дома выкупили и перевели в статус нежилого помещения, в 2015 году новый собственник начал самовольную реконструкцию фасада с пристройкой отдельного входа без уведомления жильцов и разрешения КГИОП.